# Міхал Зніч
Міхал Зніч (пол. Michał Znicz, справжнє прізвище Файєртаг (Feiertag); 1888—1943) — польський актор театру та кіно.

## Біографія
Народився 1888 року у Варшаві. Під час першої світової війни воював та потрапив у полон. Після закінчення війни у 1918 році повернувся до Варшави та дебютував на сцені театру виконанням монологів Миколи Гоголя, а потім працював у варшавських театрах та ревю.
Під час Другої світової війни був інтернований до Варшавського гетто, звідки він утік за допомогою своєї дружини, акторки Янини Морської. Після мешкав у Прушкуві і там загинув 24 грудня 1943 року. За деякими даними, ховався в психіатричній лікарні в Отвоцьку, і там був убитий у рамках гітлерівської програми евтаназії психічних хворих разом із рештою пацієнтів лікарні.

## Вибрана фільмографія
- 1936 — Пан Твардовський